# Mirzec
Mirzec is een dorp in het Poolse woiwodschap Święty Krzyż, in het district Starachowicki. De plaats maakt deel uit van de gemeente Mirzec en telt 2100 inwoners.